# Erica Campbell
Pour les articles homonymes, voir Campbell.
Erica Rose Campbell (née le 12 mai 1981, à Deerfield, New Hampshire) est une ancienne mannequin de charme.

## Carrière
Erica Campbell a été le modèle de l'année des éditions spéciales de Playboy en 2005. Elle a aussi gagné le concours « Mystique Magazine Model Safari » en 2003.
En juin 2006, Erica Campbell est consacrée « Cyber Girl » de la semaine sur Playboy.com et en mars 2006, elle est nommée DanniGirl du mois sur Danni.com. En octobre, elle sera la « Cyber Girl » du mois et en avril 2007, elle sera la « Pet Girl » du mois du magazine Penthouse.

## Vie personnelle
Erica Campbell a arrêté sa carrière de modèle de charme le 11 mai 2008, en raison de sa conversion au christianisme.